# David Wilkie (Schwimmer)
David Wilkie MBE (* 8. März 1954 in Colombo, Sri Lanka; † 22. Mai 2024) war ein schottischer Schwimmer.
Seinen ersten internationalen Erfolg feierte er bei den Commonwealth Games 1970 in Edinburgh, als er die Bronzemedaille über 200 Meter Brust gewann. Bei diesen Spielen war er der erste Schwimmer, der bei einem großen Wettkampf eine Badekappe trug. Bei den Olympischen Spielen 1972 in München gewann er über 200 Meter Brust mit der Silbermedaille seine erste olympische Medaille. Vier Jahre später konnte er seiner Medaillensammlung die Goldmedaille über 200 Meter Brust und die Silbermedaille über 100 Meter Brust hinzufügen, die er bei den Olympischen Spielen 1976 in Montreal gewann. In den Jahren 1973 und 1975 wurde er zudem Weltmeister über 200 Meter Brust und 1974 Europameister über 200 Meter Lagen und 200 Meter Brust.
Im Jahr 1982 wurde er in die Ruhmeshalle des internationalen Schwimmsports aufgenommen, 2002 in die Scottish Sports Hall of Fame.
David Wilkie starb im Mai 2024 an den Folgen einer Krebserkrankung.